# Komodo
Komodo (indonesiano: Pulau Komodo, AFI: [koˈmodo]) è un'isola dell'Indonesia, situata nel Mar di Flores, che fa parte delle Piccole Isole della Sonda. Ha una superficie di 391 km² e oltre 2000 abitanti. Dal punto di vista amministrativo Komodo è parte della provincia di Nusa Tenggara Orientale.

## Geografia
Geograficamente Komodo giace fra le grandi isole di Sumbawa (da cui è separata dallo stretto di Sape), a ovest, e di Flores, a est. A sud si trova lo stretto di Sumba che la separa dall'Oceano Indiano, mentre a est si trova la più piccola isola di Rinca. Komodo ha una lunghezza di 30 km per una larghezza massima di 16 km, lo sviluppo costiero è di 158 km e le colline raggiungono un'altezza massima di 825 m s.l.m. L'originale vegetazione, costituita da foresta equatoriale, è stata in gran parte sostituita da palme e una disordinata boscaglia.

## Storia
L'isola è stata visitata nel 1910 dall'ufficiale olandese Van Steyn van Hensbroek.

## Fauna

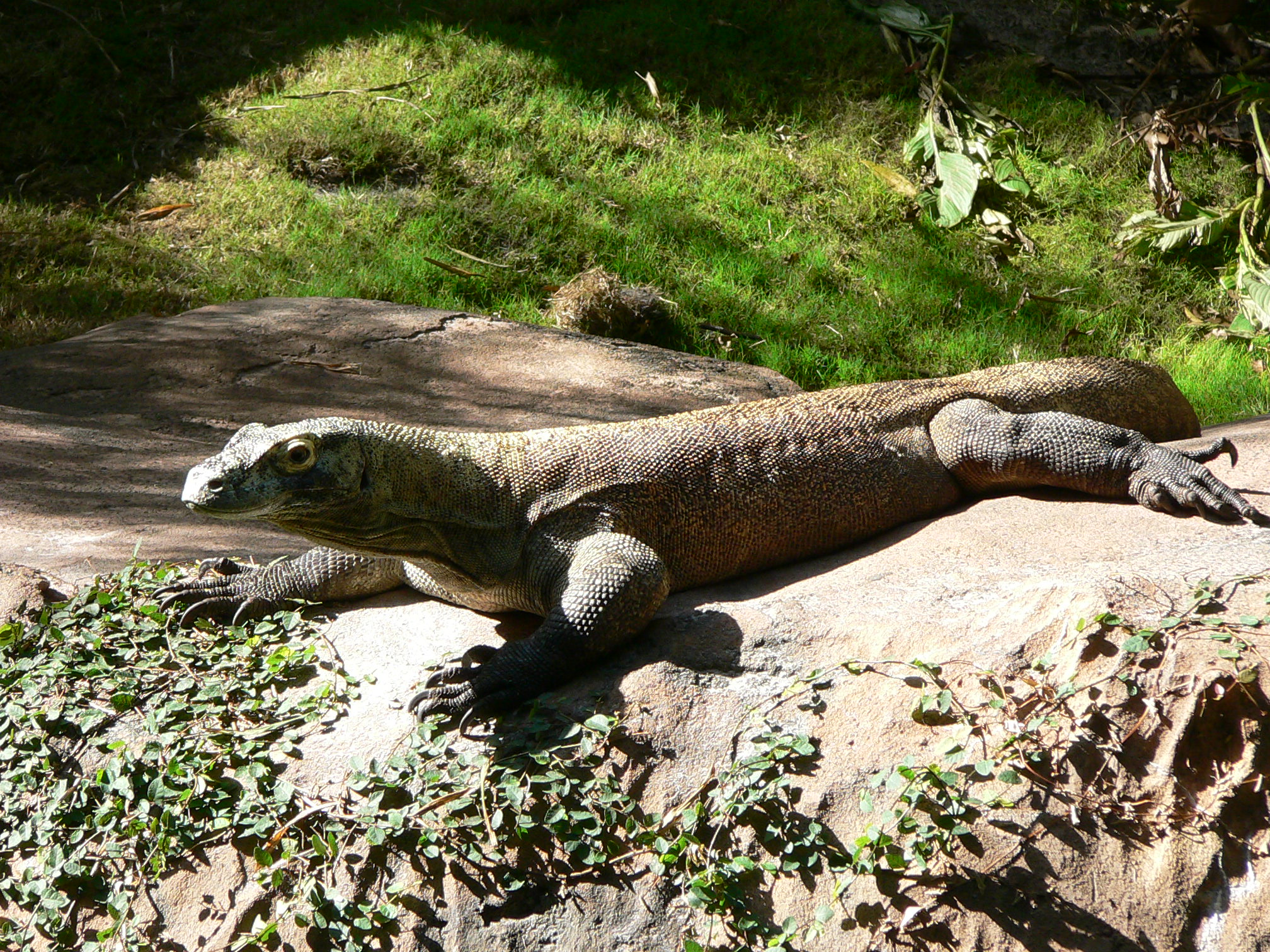
Un varano di Komodo

L'isola è famosa per essere uno dei pochi luoghi dove si possono ammirare allo stato selvaggio i varani di Komodo (Varanus komodoensis), i più grandi sauri viventi, che prendono il nome dall'isola. Sull'isola sono presenti altri numerosi animali, come uccelli, maiali selvatici, cervi e bufali d'acqua. Nel 1980 è stato istituito il parco nazionale di Komodo, avente un'area di 376 km².

## Popolazione
Gli abitanti dell'isola sono i discendenti degli ex detenuti che sono stati confinati qui e che si sono mescolati con i bugis provenienti da Sulawesi. La popolazione è principalmente musulmana, ma vi sono anche minoranze cristiane e induiste.